# Eventualmaxime
Die Eventualmaxime (auch Häufungs- oder Konzentrationsgrundsatz) ist die Bezeichnung für die zivilprozessuale Maxime, nach der alle gleichartigen Angriffs- und Verteidigungsmittel in einem bestimmten Prozessstadium vorzubringen sind. Diese Präklusionsvorschrift soll das Verfahren beschleunigen und auf das Wesentliche konzentrieren.

## Auswirkungen
Die Eventualmaxime zieht es nach sich, dass Vorbringen eventualiter formuliert und Beweismittel auch für den subsidiären Fall eingereicht werden müssen. Wird vor Gericht beispielsweise eine Schuld des Beklagten bestritten und existiert gleichzeitig eine Gegenforderung, so sind gleichzeitig der Nichtbestand der Forderung und eventualiter die Verrechnung (unter Einreichung der Belege der Gegenforderung von Anfang an) geltend zu machen.

## Ausprägung

### Reinform
In der reinen Form beschreibt die Eventualmaxime, dass eine an einem Prozess teilnehmende Partei ihr gesamtes Vorbringen bzw. Einreden wie z. B. Verteidigungsmittel innerhalb eines bestimmten Verfahrensabschnittes vornehmen soll. Nach diesem Grundsatz sind Prozesshandlungen auf bestimmte Verfahrensstadien beschränkt und ihre spätere Geltendmachung wäre unzulässig.
Die Eventualmaxime in dieser Reinform kann zu ungerechten Ergebnissen führen, wenn beispielsweise Beweise erst entstehen, nachdem die Verfahrensstufe bereits vorbei ist, in der Beweise vorgebracht werden können (so genanntes novum). In den Rechtsordnung Deutschlands oder der Schweiz gilt die reine Eventualmaxime deshalb nur noch punktuell, so z. B. in Deutschland im Rechtsmittelverfahren, im mietrechtlichen Kündigungsverfahren oder bei Gegen- bzw. Bekämpfungsklagen im Exekutionsrecht.

### Gelockerte Form
Die häufig anzutreffende, gelockerte Eventualmaxime verpflichtet die Parteien grundsätzlich ebenfalls wie die Reinform. Sie lässt es aber unter gewissen Umständen zu, Vorbringen auch später noch zu tätigen.

## Rechtslage

### Deutschland
Die deutsche Zivilprozessordnung folgt niemals der reinen Eventualmaxime; es gilt vielmehr der dazu in Widerspruch stehende Grundsatz der Einheit der mündlichen Verhandlung, aus dem grundsätzlich folgt, dass die Parteien bis zum Schluss der mündlichen Verhandlung neue Anträge vorbringen können. Allerdings enthält die ZPO auch Bestimmungen, die eine Präklusion vorsehen. Sie sieht etwa bei § 296 ZPO eine Zurückweisung verspäteten Vorbringens vor.

### Schweiz
Die schweizerische Zivilprozessordnung sieht vor, dass neue Tatsachen und Beweismittel nur bis vor der Hauptverhandlung vorgebracht werden. Danach werden sie nur noch bis zum Abschluss des Schriftenwechsels oder der letzten Instruktionsverhandlung berücksichtigt, sofern sie erst dann entstanden sind oder gefunden wurden. In der Berufung sind die Anforderungen an neue Tatsachen und Beweismittel abermals strenger, bei der Beschwerde sind sie gänzlich ausgeschlossen.
Ist ein Entscheid bereits rechtskräftig geworden, bevor neue erhebliche Tatsachen oder Beweismittel auftauchen, steht der betroffenen Partei das Rechtsmittel der Revision offen.